# Comité de Vigilancia de Whitechapel

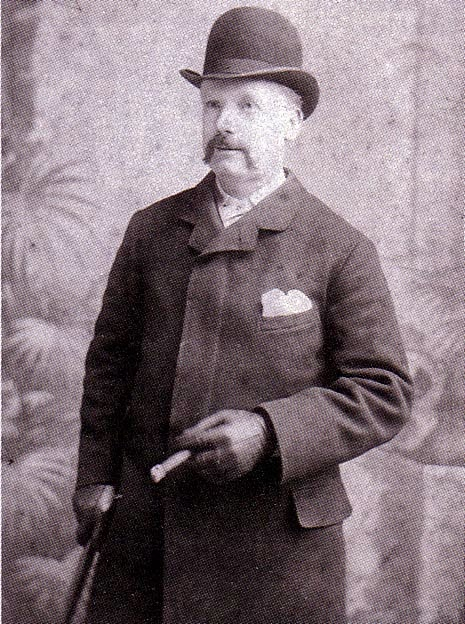
George Lusk, Presidente del “Comité de Vigilancia de Whitechapel”.

El llamado “Comité de vigilancia de Whitechapel” (en inglés "Whitechapel Vigilance Committee") representó un grupo no gubernamental conformado por una serie de ciudadanos comunes, quienes de modo voluntario cooperaron con las fuerzas del orden en la infructuosa búsqueda de Jack el Destripador. Este mecanismo de vigilancia fue creado a instancias de comerciantes del East End londinense, preocupados por los efectos nocivos que los crímenes de ese asesino provocaban en la zona.

## Antecedentes,modus operandi, y resultados
La creación de esta asociación data del 10 de septiembre de 1888, dos días después del brutal asesinato contra Annie Chapman, el cual operó a manera de detonante o de “gota que desborda el vaso” y, como su nombre indica, la actividad del Comité se enfocó de lleno en el distrito de Whitechapel y sus barrios circundantes.
Eligieron en calidad de Presidente a George Akin Lusk, un empresario del ramo de la construcción, de mediana edad y de origen judío (al igual que la mayoría de los primeros dieciséis  fundadores de la agrupación).
No ha quedado registro sobre los nombres completos de estos miembros originales y, en muchos casos, únicamente se conserva noticia del apellido. Sus iniciales integrantes fueron: Joseph Aarons, dueño de la taberna “El ángel y la corona”, sita en el número 74 de Mile End Road, a quien impusieron en el cargo de tesorero; B. Harris, que ofició de secretario; Albert Backert, H. A. Harris, Cohen, Laugton, Lord, Isaacs, Rogers, Mitchell, Hodgkins, Lindsay, Reeves, Jabobs, y Barnett (este último sin ninguna relación con su homónimo Joseph, amante de la víctima Mary Jane Kelly).
George Lusk, Joseph Aarons, y Spencer Charrington (que se integró posteriormente), cooperaron donando 5 libras esterlinas cada uno, y ese dinero se destinó a sufragar gastos organizativos, de acuerdo quedó consignado en una precaria acta labrada al efecto.

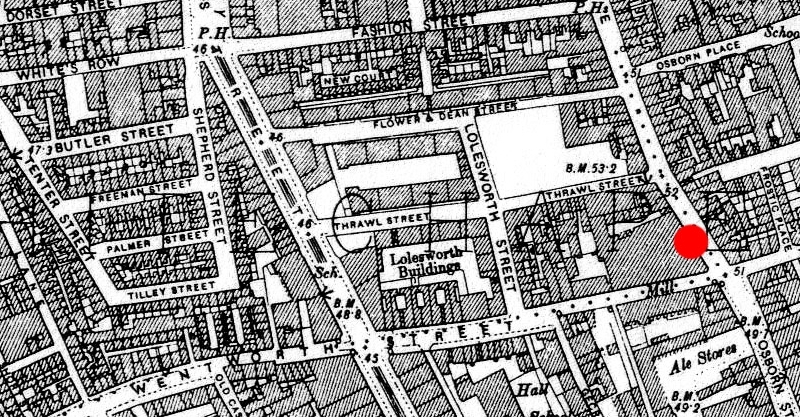
Plano con el ordenamiento urbano de Whitechapel en 1894, mostrando los alrededores de Spitalfields donde muchas casas de alojamiento se situaban en la era victoriana. El círculo rojo indica la ubicación en la confluencia de las calles Osborn y Brick Lane, cerca de donde fue atacada Emma Elizabeth Smith (la primera víctima de los asesinatos de Whitechapel). El edificio inmediatamente al oeste del círculo rojo es una fábrica de chocolate Red.

Una de las primeras erogaciones realizadas por la agrupación consistió en contratar a detectives privados, entre los cuales quedaron registrados los nombres de Charles Legrand (o Le Grand) y del policía retirado John Batchelor, guardándose escasa constancia de las medidas adoptadas por estos pesquisantes profesionales. Entre estas actividades se incluyen los interrogatorios que dichos investigadores efectuaron a algunos posibles testigos del previo accionar letal del Destripador, como lo fuera el frutero Matthew Packer, quien le vendió unas uvas a la víctima Elizabeth Stride y a un sospechoso que la acompañaba, momentos antes que se produjera el asesinato de esta mujer.
Otro insumo lo configuró la contratación de vigilantes improvisados a fin de patrullar durante las noches las callejuelas aledañas a donde venían sucediéndose los óbitos. Se valían de desocupados y de jubilados, a quienes dotaban de chanclos de goma que amortiguaban el sonido procedente de sus pisadas, y también de una porra de madera y de un silbato. Por fortuna, otros británicos también se sumaron a la noble causa secundando desinteresadamente la labor del Comité en los patrullajes nocturnos.
Las actividades que estos hombres llevaron a cabo fueron bastante sensacionalistas. Colocaron gran número de carteles y de afiches en la vía pública, así como en los frentes de tabernas y de hospedajes, solicitando ayuda a los residentes del distrito.
En definitiva, generaron el suficiente alboroto para hacerse conocer. Pronto todos en el este de Londres sabían de su propósito y cometido, y tal cosa, si bien despertó simpatías, dio lugar al surgimiento de bromistas malintencionados. Remitentes anónimos enviaron cartas obscenas o amenazantes al Comité.

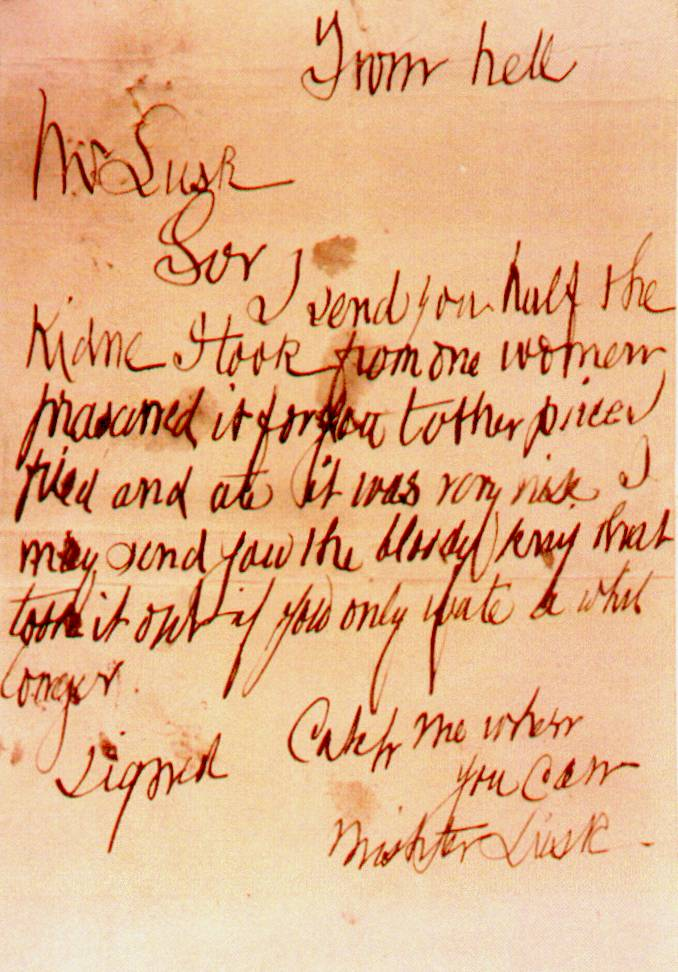
Carta "Desde el infierno" fechada 15 de octubre de 1888, y supuestamente escrita por el asesino de Whitechapel.

En especial se ensañaron con su Presidente, George Lusk. La más notoria de tales cartas arribó a su domicilio el 16 de octubre de 1888, y estaba encabezada con la sugestiva leyenda "Desde el infierno". Adjunta a la misiva iba una caja de cartón que guardaba un trozo de riñón humano embebido en glicerina.
Otra de las acciones del Comité radicó en elevar un petitorio al Ministro del Interior inglés (Sir Henry Matthews), solicitando autorización para recompensar a aquellos que proporcionasen información útil sobre el caso.
Pero el Ministerio se mostró reacio, y por mediación del Secretario Leigh Pemberton les comunicó que desaconsejaba la práctica de dar recompensas, pues el Gobierno opinaba que ello sólo servía como acicate a la codicia de gente desaprensiva, induciéndola a formular denuncias basadas sólo en presunciones o especulaciones, extremo que a la larga aparejaría más mal que bien.
El entusiasta grupo se disolvió aproximadamente por los meses de marzo o abril de 1889, al percibir el desinterés y la desidia de las autoridades en la continuación de la búsqueda.
Quizás, a modo de resignación, circuló la anécdota de que uno de sus participantes más activos, Albert Backert, concurrió a las comisarías próximas al área de los crímenes, las de las calles Comercial y Leman, respectivamente, expresando, a  nombre propio y de sus compañeros, el malestar que sentían ante la cada vez menor fuerza policial dedicada a la captura del Destripador. Los oficiales le habrían confiado a Backert que ese afloje era debido a que ya no existía verdadera necesidad de seguir la persecución. Estaban convencidos de que el victimario se había suicidado arrojándose al Támesis luego del crimen inferido el 9 de noviembre de 1888. Por razones no muy claras, parece que le requirieron bajo juramento a Backert y a los demás miembros que no divulgaran ese dato, y que desintegraran sin más trámite el Comité, pues estaban seguros de que no se verificarían nuevas mutilaciones de mujeres en la región.
Lamentablemente, el homicidio por degollamiento de otra prostituta sobrevenido poco más tarde (Alice Mc Kenzie, el 17 de julio de 1889) echaría por tierra con ese optimismo.

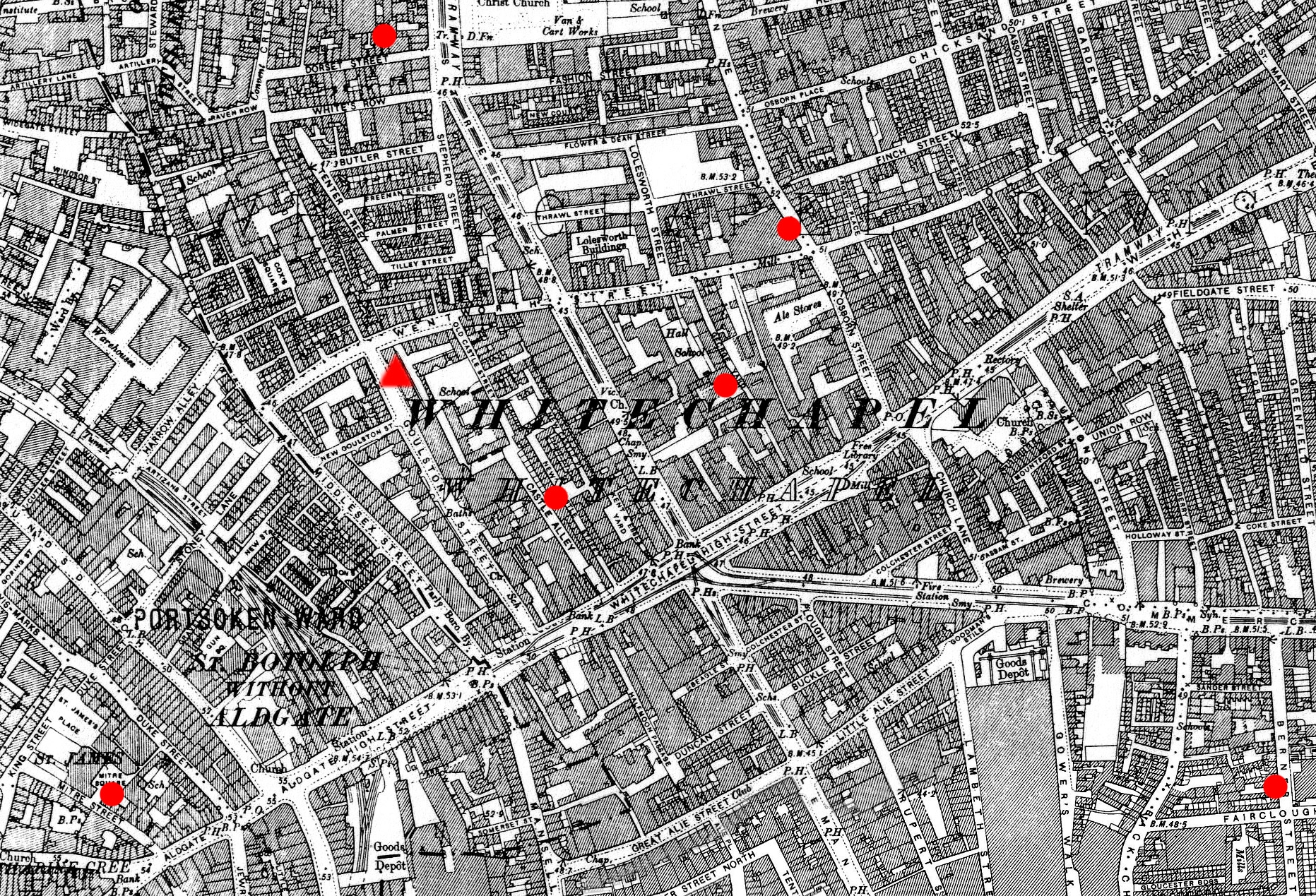
Plano con el ordenamiento urbano de Whitechapel en 1894, mostrando la ubicación de los seis asesinatos canónicos y una pista. Los círculos rojos indican los sitios donde fueron descubiertas las mujeres asesinadas, y el triángulo rojo indica la posición de encuentro en Goulston Street, donde se ubicó parte de la ropa de una de las víctimas.

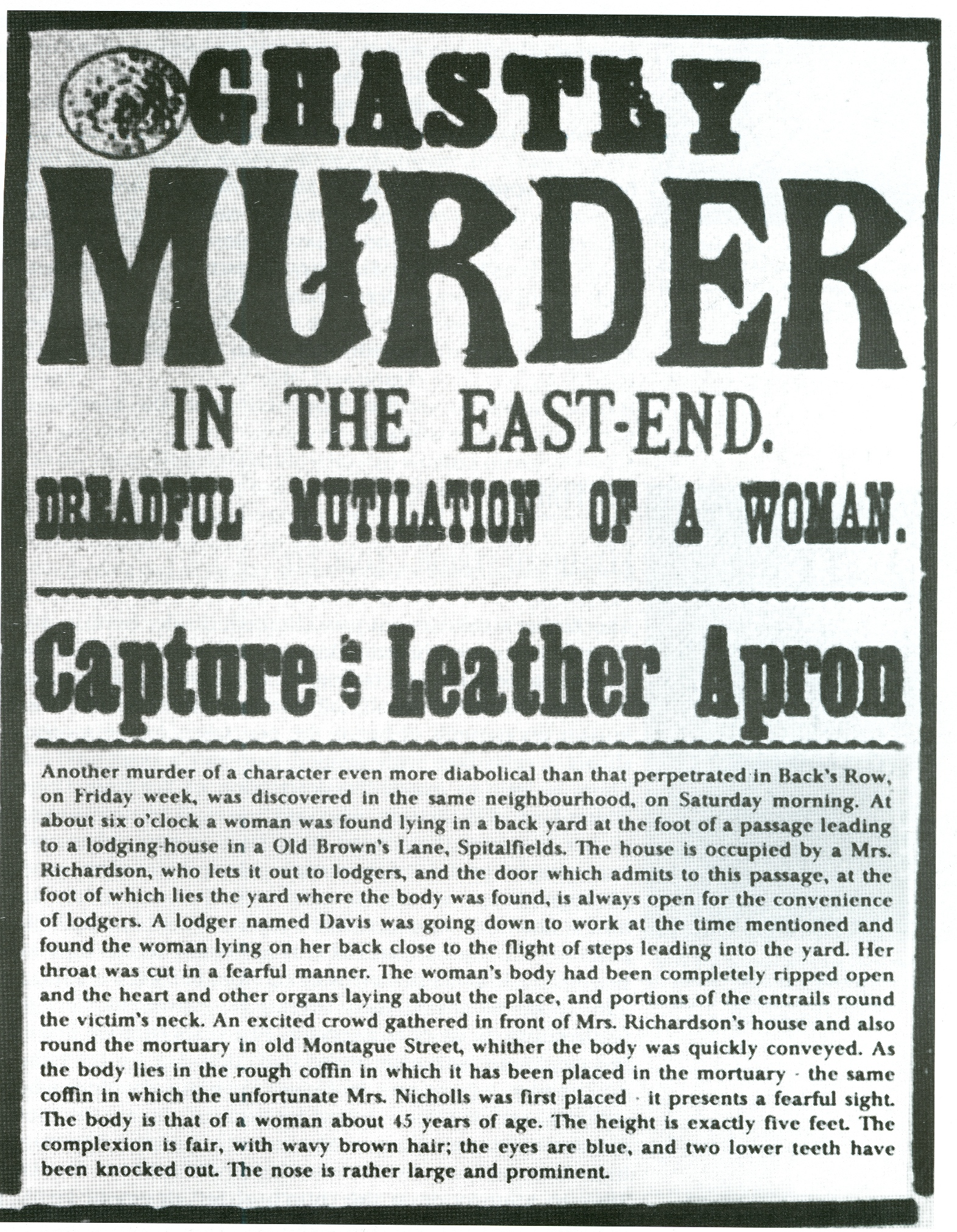
Anuncio en un periódico referido al "Asesino de Whitechapel", entonces también conocido con los apodos «Delantal de cuero» o «Mandil de cuero», y publicado inmediatamente después del asesinato de Annie Chapman.

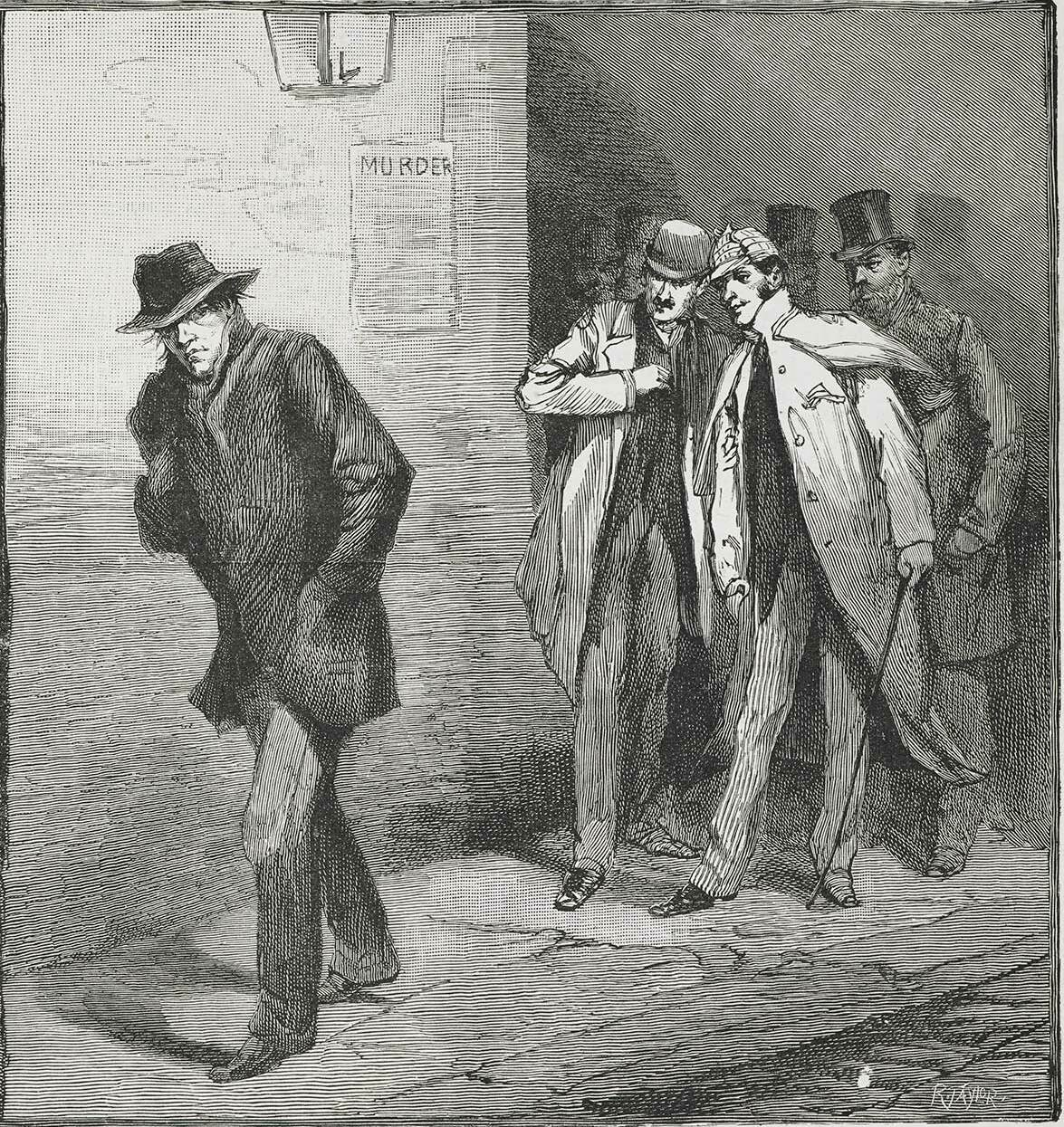
Dibujo titulado "Un personaje sospechoso" ("A Suspicious Character") publicado el 13 de octubre de 1888 en el
periódico "Illustrated London News", en relación con los crímenes de "Jack el Destripador".

## Consideraciones finales
La creación y la actividad del "Comité de Vigilancia de Whitechapel", aunque constituyó una acción civil espontánea frente a un grave peligro social, por cierto no fue el primer caso de colaboración entre civiles y policías; o mejor dicho, de tentativa de suplir las deficiencias que la población advertía en la labor policial.
La organización de agrupaciones privadas para ejercer tareas que normalmente se destinan a las fuerzas oficiales del gobierno es una característica muy propia de Inglaterra.
En efecto, ya en la época previctoriana (el reinado de la reina Victoria se extendió de 1839 a 1901), la custodia de las personas y bienes en Londres se encomendaba a grupos de detectives o agentes particulares que no respondían al Poder Ejecutivo sino a magistrados. Se destacó por su eficacia, pese a la falta de formación profesional, la llamada "Patrulla de Bow Street", grupo de detectives que estuvo bajo el mando de dos jueces hermanos, a saber: (a) Henry Fielding, que ocupó la jefatura de esas patrullas desde 1748 a 1754, y (b) John Fielding, quien suplantó a su hermano y siguió al mando hasta su fallecimiento en 1780.
Antes incluso se recurría para patrullar el Londres nocturno a improvisados vigilantes extraídos de entre las filas de civiles jubilados, desocupados, o militares retirados, a los cuales popularmente se conocía con el mote de "Los Carlitos", pues la existencia de estos custodios nocturnos databa de las leyes del Rey Carlos II.
La Policía Metropolitana británica fue creada mucho después, en el año 1829. Dentro de la "Policía de la Metro" se formó el "CID", o sea, el "Departamento de Investigación Criminal", el cual fue el más profesional de los cuerpos policiales británicos, pero el mismo recién se organizó en el año 1878, es decir, sólo diez años antes de acaecer los crímenes de Jack el Destripador.

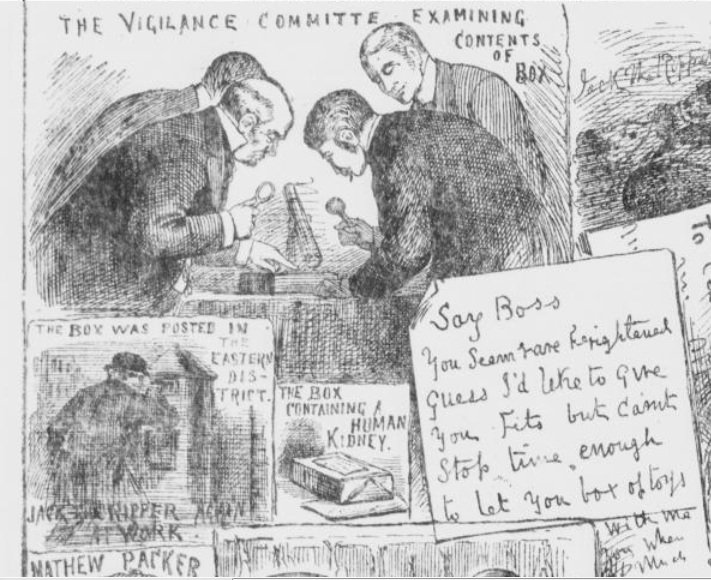
Miembros del Comité de Vigilancia examinando el
contenido de la caja enviada a George Lusk.

### Víctimas canónicas
- Mary Ann Nichols
- Annie Chapman
- Elizabeth Stride
- Catherine Eddowes
- Mary Jane Kelly

### Agentes del ordeny jerarcas policiales involucrados
- Frederick George Abberline
- Robert Anderson
- Thomas Arnold
- Walter Dew
- George Godley
- Donald Swanson
- Charles Warren

### Cartas,postales, ygrafitos
- Carta « Dear Boss »
- Postal « Saucy Jacky »
- Carta « From Hell »
- Carta de Thomas Horrocks Openshaw
- Graffiti de Goulston Street

## Documentación de base y bibliografía (en inglés)
- Sugden Philip, 'The Complete History of Jack the Ripper', Robinson, Londres, 1995.
- John J. Eddleston, 'Jack the Ripper: An Encyclopedia', publicado por ABC-CLIO (2001), p. 139 ISBN 1576074145.
- Daily Telegraph, 5 de octubre de 1888.
- "Jack the Ripper, Timeline", en el sitio digital Casebook: Jack the Ripper.
- "Ripper Letters", en el sitio digital Casebook: Jack the Ripper.
- "The East London Horrors: An Extraordinary Parcel", en el sitio digital Casebook: Jack the Ripper.
- "From Hell: Fact or Fiction?", en el sitio digital Casebook: Jack the Ripper.